# Bogdan Vodă (okręg Marmarosz)
Bogdan Vodă – wieś w Rumunii, w okręgu Marmarosz, w gminie Bogdan Vodă. W 2011 roku liczyła 2445 mieszkańców.